# Live By Surprise Tour
Live By Surprise Tour è stato il primo tour promozionale della cantante canadese Avril Lavigne, a supporto del suo secondo album in studio Under My Skin (2004). 
Il tour si è tenuto nei centri commerciali più importanti degli Stati Uniti d'America, del Canada e del Regno Unito.

## Scaletta
Le seguenti canzoni sono quelle eseguite in tutti i concerti.
1. He Wasn't
2. My Happy Ending
3. Sk8er Boi
4. Don't Tell Me
5. Take Me Away
6. Complicated
7. Nobody's Home

## Date
| Data           | Città        | Paese        | Luogo                             |
| Nord America   | Nord America | Nord America | Nord America                      |
| -------------- | ------------ | ------------ | --------------------------------- |
| 4 marzo 2004   | Bloomington  | Stati Uniti  | Mall of America                   |
| 5 marzo 2004   | Racine       | Stati Uniti  | Regency Mall                      |
| 8 marzo 2004   | West Dundee  | Stati Uniti  | Spring Hill Mall                  |
| 9 marzo 2004   | Troy         | Stati Uniti  | Somerset Mall                     |
| 11 marzo 2004  | Toronto      | Canada       | Fairview Mall                     |
| 12 marzo 2004  | Orleans      | Canada       | Place d'Orléans                   |
| 15 marzo 2004  | Laval        | Canada       | Carrefour Laval                   |
| 16 marzo 2004  | Boston       | Stati Uniti  | Shops at Prudential Center        |
| 17 marzo 2004  | Paramus      | Stati Uniti  | Westfield Garden State Plaza      |
| 18 marzo 2004  | Filadelfia   | Stati Uniti  | Franklin Mills                    |
| 19 marzo 2004  | Bethesda     | Stati Uniti  | Westfield Shoppingtown Montgomery |
| 22 marzo 2004  | Alpharetta   | Stati Uniti  | North Point Mall                  |
| 23 marzo 2004  | Cincinnati   | Stati Uniti  | Florence Mall                     |
| 24 marzo 2004  | Strongsville | Stati Uniti  | SouthPark Center                  |
| 25 marzo 2004  | Indianapolis | Stati Uniti  | Glendale Town Center              |
| 26 marzo 2004  | Florissant   | Stati Uniti  | Jamestown Mall                    |
| 1º aprile 2004 | Calgary      | Canada       | Southcentre Mall                  |
| 6 aprile 2004  | Burnaby      | Canada       | Eaton Centre Metrotown            |
| 7 aprile 2004  | Tukwila      | Stati Uniti  | Southcenter Mall                  |
| 8 aprile 2004  | Clackamas    | Stati Uniti  | Clackamas Town Center             |
| 9 aprile 2004  | Hayward      | Stati Uniti  | Southland Mall                    |
| 12 aprile 2004 | Glendale     | Stati Uniti  | Glendale Galleria                 |
| 13 aprile 2004 | Mesa         | Stati Uniti  | Fiesta Mall                       |
| 14 aprile 2004 | Littleton    | Stati Uniti  | Southwest Plaza                   |
| 15 aprile 2004 | Katy         | Stati Uniti  | Katy Mills                        |
| 16 aprile 2004 | Lewisville   | Stati Uniti  | Vista Ridge Mall                  |
| Europa         |              |              |                                   |
| 27 aprile 2004 | Londra       | Regno Unito  | Camden Barfly                     |